# Raymond de Fitero
Pour les articles homonymes, voir Raymond.
Raymond de Fitero ou Raymond de Ciruelos (mort en 1163 à Ciruelos) est un moine espagnol de l'ordre de Cîteaux, reconnu saint par l'Église catholique romaine, et fêté le 1er février.

## Biographie

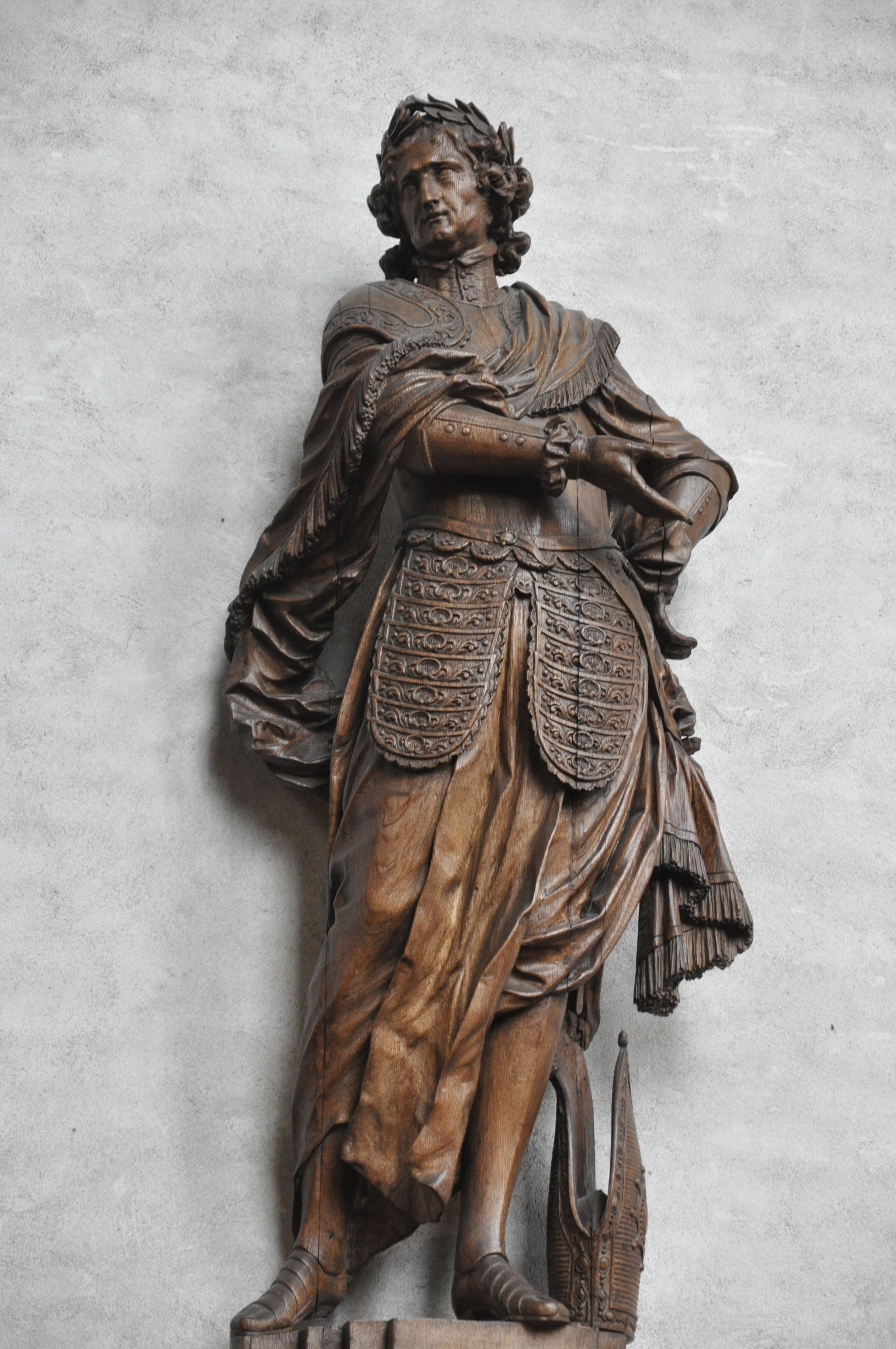
Statue de Raymond par Artus Quellinus le Jeune (XVIIe siècle),, Pays-Bas.

Natif probablement de Saint-Gaudens en France, voire de Tarazona en Espagne, Raymond devint abbé du monastère cistercien de Niencebas (es) proche de Fitero, cédé par Alphonse VII l'Empereur, après avoir été  chanoine de l'église principale de Tarazona.
Après la conquête de Calatrava sur les Almohades (1147) et son abandon par les Templiers à qui elle avait été confiée, et à la mort d'Alphonse VII (août 1157), le monarque castillan Sanche III proposa à Raymond de s'occuper à défendre la place (janvier 1158). Encouragé par Diego Velázquez, l'un de ses frères qui avait été militaire, il releva le défi. Ainsi, ils rassemblèrent une grande troupe d'à-peu-près deux mille moines-soldats qui dissuada les Maures d'attaquer. Ils organisèrent l'ordre religieux et militaire dit de Calatrava, inspiré des habitudes de vie cistercienne, soutenu et conseillé par l'abbé Phytteran. Raymond en devint le Grand Maître.
Plus tard, Raymond a transféré une bonne partie des moines de son monastère de Fitero au nouveau monastère de Calatrava. L'ordre a été approuvé par le pape Alexandre III en 1164 juste après la mort de Raymond qui s'était retiré à Ciruelos près d'Ocaña pour finir ses jours, tout en restant abbé de Fitero. Ses restes ont été transférés en 1471 au monastère du Mont Sion, dans les environs de Tolède, et trois siècles plus tard (1721), Philippe V et l'ordre de Calatrava ont payé une urne en argent pour ses reliques.